# Petexbatún
Petexbatún – małe jezioro w Gwatemali, w gminie Sayaxché. Wpadają tutaj takie strumienie jak: Aguateca, Tamarindo i El Faisán, natomiast wypływa stąd rzeka Petexbatún, która jest dopływem rzeki Pasión. 
Obszar ten jest znany przez naukowców jako ostoja ptactwa wodnego, ryb, żółwi i krokodyli, a także jako miejsce pobytu ptaków wędrownych, z których niektóre są zagrożone wyginięciem. W 2019 roku stwierdzono ogromną suszę, wysychanie jeziora, a także ryzyko katastrofy ekologicznej. 
Główną atrakcją jeziora oprócz samego jeziora są archeologiczne ruiny miasta Majów – Aguateca, które znajdują się na południowym brzegu jeziora. Tutejsze odkrycia archeologiczne dostarczyły wiele informacji na temat upadku klasycznej cywilizacji Majów. 